# Drosophila apoxyloma
Drosophila apoxyloma är en tvåvingeart som beskrevs av Elmo Hardy 1965. Drosophila apoxyloma ingår i släktet Drosophila och familjen daggflugor.
Artens utbredningsområde är Hawaii.